# Opérateur de Transport de Wallonie

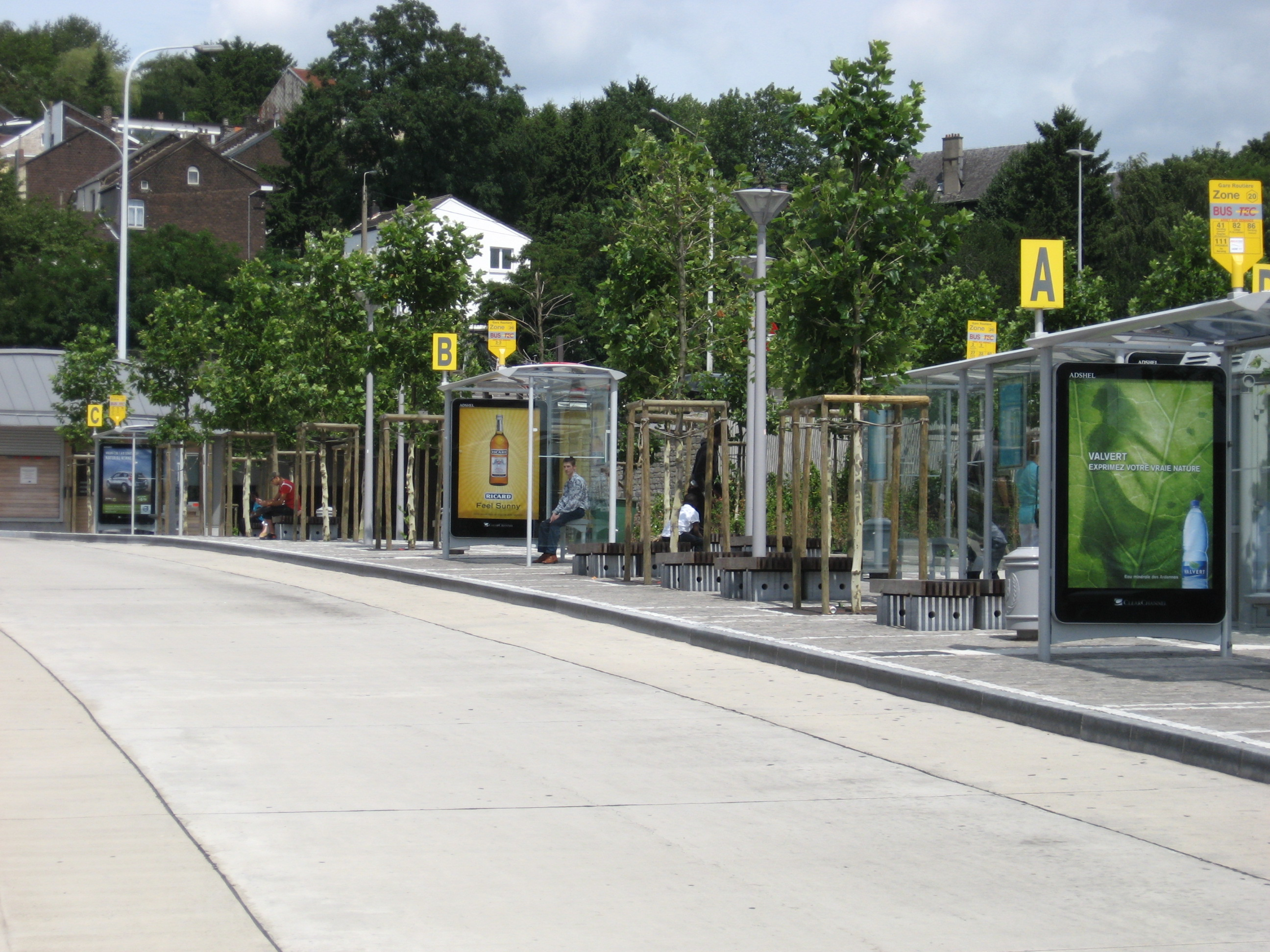
Busstation van TEC in Jemeppe-sur-Meuse

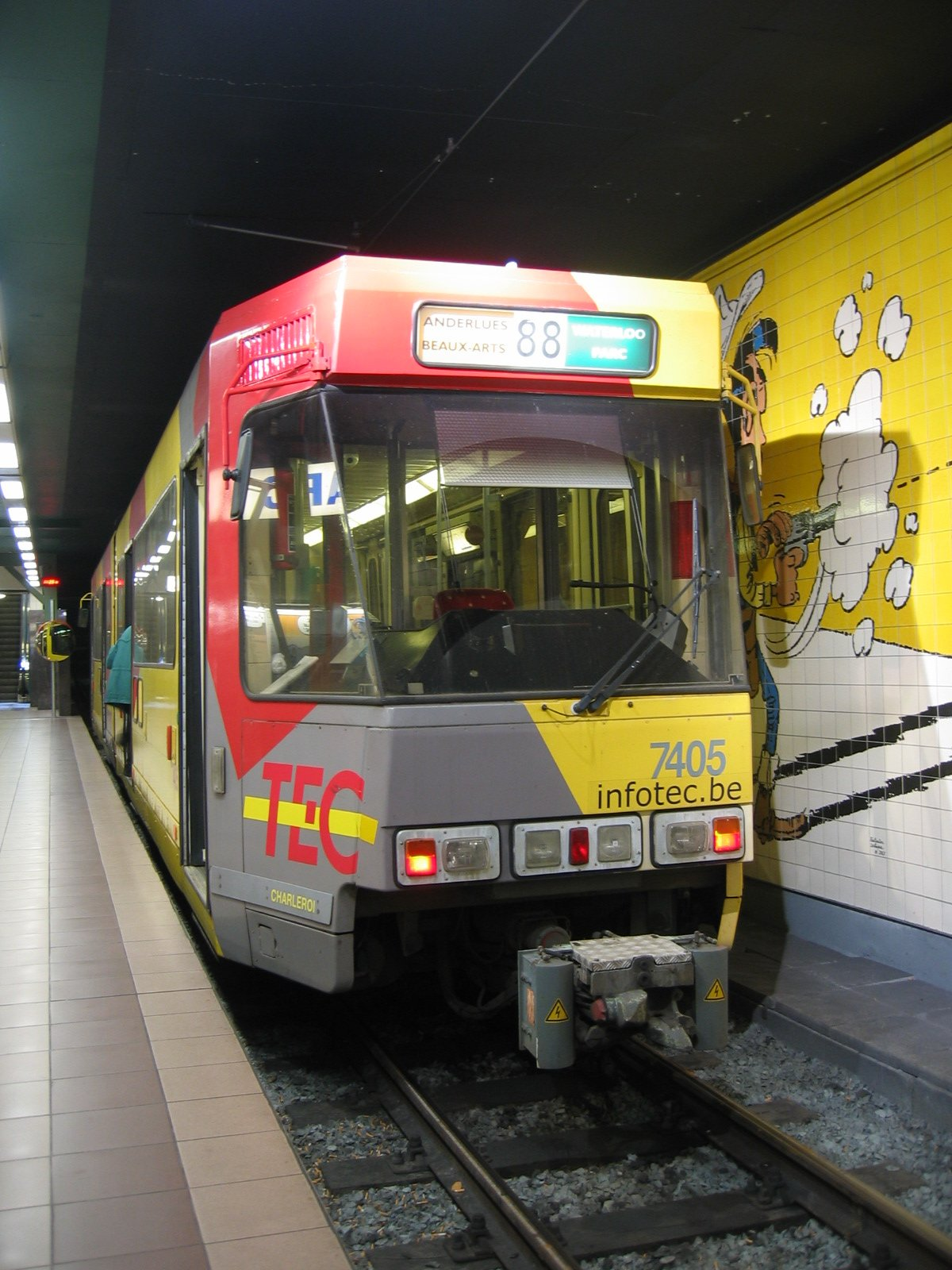
Tram in het metrostation Parc in Charleroi. Ongeveer één derde van het trampark is nog in de oude SNCV-kleuren geschilderd.

TEC, afkorting van Transport en commun, vanaf 1991 tot en met 31 december 2018 ook wel Société Régionale Wallonne du Transport (SRWT), of sinds 1 januari 2019 Opérateur de Transport de Wallonie (OTW), is een vervoerbedrijf dat stads- en streekvervoer exploiteert in Wallonië in opdracht van het Waals Gewest.
Met 1543 voertuigen (+ 533 van exploitanten) worden jaarlijks 158,5 miljoen reizigers vervoerd.
De OTW is voortgekomen uit het Waalse deel van de NMVB/SNCV en fusies met de stadsvervoerbedrijven van Verviers (STIV), Luik (STIL) en Charleroi (STIC).
In tegenstelling tot De Lijn opereerden de verschillende entiteiten tot en met 31 december 2018 bij de SRWT zelfstandiger. Zo leggen zij zelf de tarieven vast en hebben alle een eigen website. Per 1 januari 2019 zijn door een hervorming de vijf entiteiten gefuseerd. Tegelijkertijd werd de naam gewijzigd en het aantal directies gereduceerd.

## Diensten
Het bedrijf vervoert voornamelijk per bus. De OTW exploiteert daarnaast ook het tramnetwerk in en rond Charleroi (vier lijnen, deels op een premetrotracé), de Luikse tram en een kabelspoorweg in Spa.
Een deel van de buslijnen van de OTW wordt door onderaannemers of exploitanten uitgebaat. De grootste exploitantenholding in Wallonië is EBH.

### TEC Express
TEC Express is sinds oktober 2020 een netwerk van 28 langere, structurerende buslijnen tussen steden waartussen een spoorlijn ontbreekt. De bedoeling is om snel en comfortabel te kunnen reizen. De afstanden tussen bushaltes (op termijn met fietsenstallingen) zijn daardoor langer en de prijzen zijn ongeveer 50% duurder dan van gewone lijnen. De lijnnummers beginnen met de letter 'E' en de bussen zullen op termijn herkenbaar zijn aan de uniforme gele kleur. Dit netwerk is de opvolger van de eerdere netten Bus Express, Rapido Bus en Conforto.

## Geschiedenis Luik en Verviers

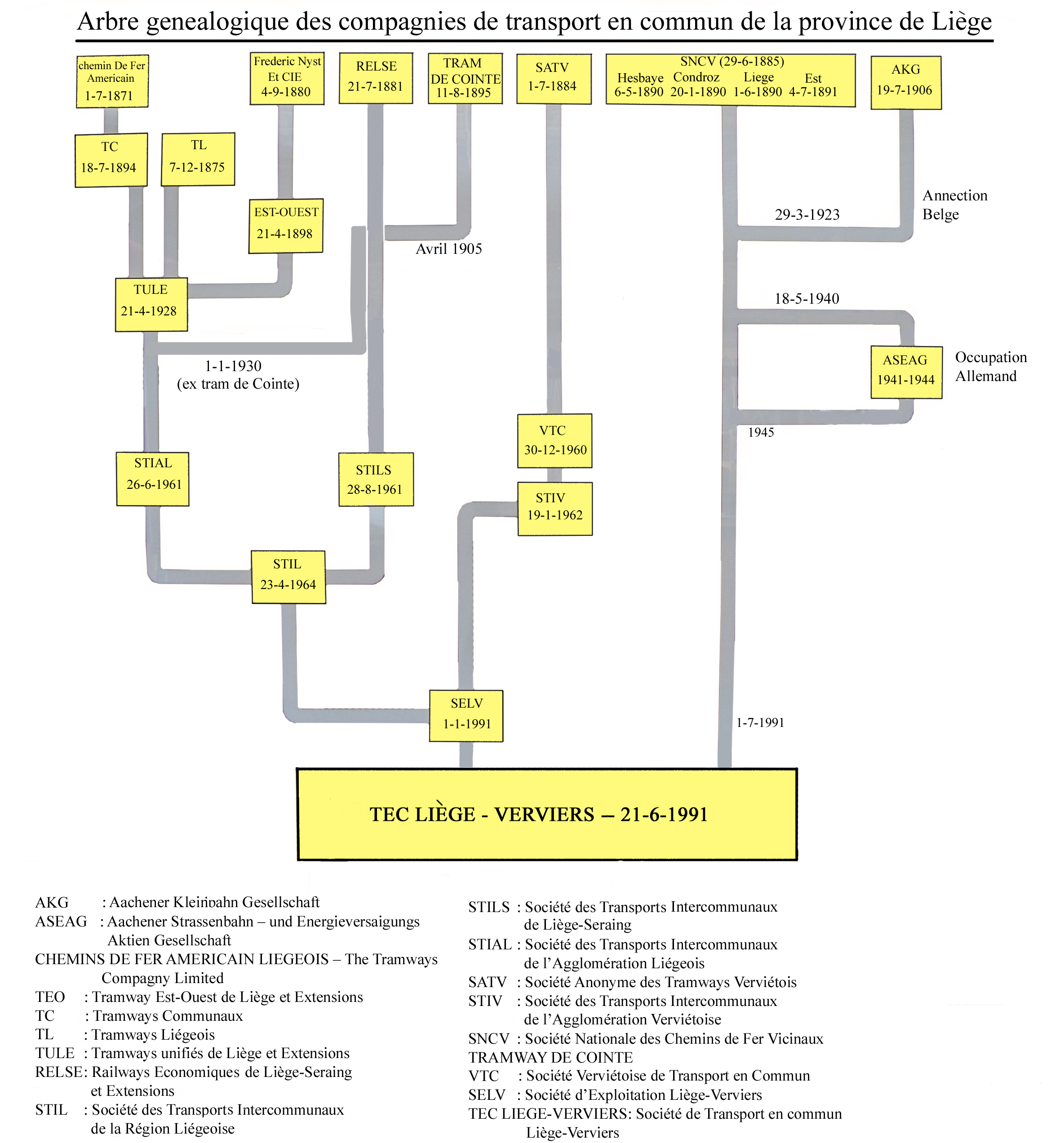
Schema historische trammaatschappijen

## Onderdelen TEC
- TEC Charleroi
- TEC Henegouwen
- TEC Namen-Luxemburg
- TEC Luik-Verviers
- TEC Waals Brabant

## Vervoerbewijzen

### Biljetten en Kaarten
De TEC maakt enerzijds gebruik van papieren biljetten (één enkele rit) en anderzijds van een magneetstripkaart (meerdere ritten). De biljetten evenals de kaarten kunnen op de bussen van de TEC worden gekocht (met uitzondering van de Multi8-kaart). Er wordt geen hogere prijs aangerekend bij het kopen van het biljet op de bus ten opzichte van de voorverkoop van biljetten.
De TEC kent drie verschillende formules, afhankelijk van het aantal zones dat men doorkruist en welke bus men neemt: Next (1 of 2 zones), Horizon (meer dan 2 zones, maar niet geldig op de Express-lijnen) en Horizon + (geldig op het gehele netwerk).
De geldigheidsduur van het biljet is afhankelijk van de gekozen formule: 60 minuten (Next) of 90 minuten (Horizon, Horizon +).
Naast de biljetten voor één enkele rit zijn er eveneens biljetten voor 1 of 3 dagen te verkrijgen.
Er zijn 2 verschillende kaarttypes bij de TEC. De Multi8-kaart voor korte afstanden (formule Next) en de Multiflex-kaart die voor alle ritten (zowel korte als lange) kan gebruikt worden. Bij het opstappen op de bus dient men de Multiflex-kaart in het ontwaardingsapparaat te steken en de toepasselijke formule te kiezen (Next, Horizon of Horizon +).

### Abonnementen
De TEC kent eveneens verschillende abonnementen. De prijs van de abonnementen verschilt enerzijds van de leeftijd (jonger dan 12 jaar, 12-24 jaar, 25-64 jaar en 65 jaar en ouder) en van de formule die men kiest (Next, Horizon of Horizon +).
Sinds 1 juli 2013 dienen eveneens 65-plussers te betalen voor een rit met de TEC. Zij kunnen echter gebruikmaken van een speciaal abonnement voor 65-plussers welke € 36,00 per jaar kost, ongeacht de formule. Dit abonnement is gratis voor 65-plussers met een bescheiden gezinsinkomen (gekoppeld aan het statuut verhoogde tegemoetkoming).